# Furio Angiolella
Furio Angiolella ist ein italienischer Fernsehregisseur.

## Leben
Angiolella arbeitete ebenso für das Theater wie mit dem Film Tra noi due tutto è finito einmalig für das Kino. Der Großteil seiner Produktionen war jedoch im Fernsehen zu sehen; so dreht er neben Filmen auch dokumentarische Sendungen und Fernsehshows wie Fantastico.

## Filmografie
- 1994: Zwischen uns ist alles vorbei (Tra noi due tutto è finito)
- 1997: Cari compagni (Dokumentation)